# Coefficiente di redditività
Il coefficiente di redditività è la percentuale che, nel Regime Forfettario, viene applicata agli incassi conseguiti per ottenere il reddito imponibile sul quale verrà calcolata l'imposta sostitutiva e i contributi da pagare. 
Il reddito imponibile si calcola, generalmente, sottraendo i costi dell'attività al fatturato generato. Nel Regime Forfettario, invece, il reddito imponibile si ricava con l'applicazione del coefficiente di redditività. Il coefficiente di reddività, inoltre, non è il medesimo per tutte i tipi di attività, ma varia in base al Codice ATECO di riferimento.

## Tabella codici ateco e relativi coefficienti di redditività
| Tipi di attività                                                                                             | Codici ATECO relativi | Coefficiente di redditività |
| --- | --- | --------------------------- |
| Industrie alimentari e delle bevande                                                                         | (10-11) | 40%                         |
| Commercio all’ingrosso e al dettaglio                                                                        | 45- (da 46.2 a 46.9) – (da 47.1 a 47.7) – 47.9 | 40%                         |
| Commercio ambulante di prodotti alimentari e bevande                                                         | 47.81 | 40%                         |
| Commercio ambulante di altri prodotti                                                                        | 47.82-47.89 | 54%                         |
| Costruzioni e attività immobiliari                                                                           | (41-42-43) – (68) | 86%                         |
| Intermediari del commercio                                                                                   | 46.1 | 62%                         |
| Attività dei servizi di alloggio e di ristorazione                                                           | (55-56) | 40%                         |
| Attività professionali, scientifiche, tecniche, sanitarie, di istruzione, servizi finanziari ed assicurativi | (64-65-66) – (69-70-71-72-73-74-75) – (85) – (86-87-88) | 78%                         |
| Altre attività economiche                                                                                    | (01-02-03) – (05-06-07-08-09) – (12-13-14-15-16-17-18-19-20-22-22-23-24-25-26-27-28-29-30-31-32-33) – (35) – (36-37-38-39) – (58-59-60-61-62-63) – (77-78-79-80-81-82) – (84) – (90-91-92-93) (94-95-96) – (97-98) – (99) | 67%                         |